# 普庆寺石塔
30°21′37″N 119°45′50″E / 30.360211°N 119.763797°E
普庆寺石塔位于浙江省杭州市临安区横畈镇湖山村普庆寺南20米，1963年列入浙江省文物保护单位，2013年5月列入第七批全国重点文物保护单位。

## 建筑形制
石塔建于元至治三年（1323年），全部以条石砌筑而成，形制为仿楼阁式，六面七层，通高约7米。